# G-Sides
G-Sides är ett samlingsalbum med B-sidor av Gorillaz. Albumet utgavs den 26 februari 2002.

## Låtförteckning
1. "19-2000" (Soulchild remix)
2. "Dracula"
3. "Rock the House" (radio edit)
4. "The Sounder" (edit)
5. "Faust"
6. "Clint Eastwood" (Phi Life Cypher version)
7. "Ghost Train"
8. "Hip Albatross"
9. "Left Hand Suzuki Method"
10. "12D3"
11. "Clint Eastwood" (video)
12. "Rock The House" (video)